# Manavadar
Manavadar là một thành phố và khu đô thị của quận Junagadh thuộc bang Gujarat, Ấn Độ.

## Địa lý
Manavadar có vị trí 21°30′B 70°08′Đ / 21,5°B 70,13°Đ Nó có độ cao trung bình là 24 mét (78 feet).

## Nhân khẩu
Theo điều tra dân số năm 2001 của Ấn Độ, Manavadar có dân số 27.559 người. Phái nam chiếm 52% tổng số dân và phái nữ chiếm 48%. Manavadar có tỷ lệ 70% biết đọc biết viết, cao hơn tỷ lệ trung bình toàn quốc là 59,5%: tỷ lệ cho phái nam là 76%, và tỷ lệ cho phái nữ là 63%. Tại Manavadar, 12% dân số nhỏ hơn 6 tuổi.